# 莫耶斯普林斯 (愛達荷州)
莫耶斯普林斯（英語：Moyie Springs）是一個位於美國愛達荷州邦德里縣的城市。

## 地理
莫耶斯普林斯的座標為48°43′29″N 116°11′37″W / 48.72472°N 116.19361°W，而該地的平均海拔高度為675米（即2215英尺）。

## 人口
根據2020年美國人口普查的數據，莫耶斯普林斯的面積為4.02平方千米，當中陸地面積為4.02平方千米，而水域面積為0.00平方千米。當地共有人口822人，而人口密度為每平方千米204人。